# 有坂一世
有坂一世（1890年5月22日—1980年11月4日），日本秋田縣人，臺灣日治時代教育人物，曾任淡江中學校長，並大幅提升該校素質。

## 生平
有坂一世出生於秋田縣，家中從事釀酒與鍋具鑄造，仙台高中畢業，1919年畢業於私立青山學院（今青山學院大學）高等科，同年為東洋汽船株式會社書記，後入教育界，1929年為臺南一中教諭兼任舍監。他在臺南任教時是今川淵兒子的英文教師。
1922年4月1日起，臺灣總督府開始實施台灣教育令，為此私立的淡水中學校之「校」字被刪，而私立的淡水高等女學校之「校」字被改成「院」字。之後，淡中、淡女兩校陸續從加拿大長老教會移交給臺北州廳的維護財團時，教會提出唯一條件是在淡中校內建造馬偕博士紀念圖書館及銅像，建設費用完全由教會這方負擔，所以接收方很快就答應承辦。
1937年元月，在立川義男代理淡水中學和淡水女學院校長的兩年後，有坂一世受時任臺北州知事的今川淵之邀請到淡水出任兩校之校長。當時台灣並無一所經文部省核准認定的私立學校，淡江中學內的學生絕大多數都屬境遇較差的臺灣人，升學率很低。他要提升這些同學的素質，隨即由日本本土引進教職員、校舍的大改建、所需文件資料的製作等等。如李登輝四年級時的導師青野翁助即是留學歐美的學者。原來的教會學校轉換為一般的學校，教材、實驗器材、運動設施及一部份校舍的改造造成財政上的負荷，因維護財團的經費金額有限度，淡中、淡江兩校曾在台北州教育課的默認下，對學生之監護人有舉辦過一次募款活動。為此，他在暑假帶領個別導師環島募款，嘉義以北較富裕家庭均受他們光顧，各式校舍也陸續增建，如武道館、體育館、學寮、涼亭、農場、溫室、相撲場、靶場等。
為鼓舞學生學習，有坂一世將在臺北州立臺北第一中學校就讀的次男有坂一博、建成小學校的三男有坂一隆安排進入淡中作為同窗共學以示公平，之後畢業於淡水小學校的四男有坂一敏之後也進入淡中。因為今川淵與藤田傊治郎人事異動，有坂一世幾乎每天往來忙碌於台北州廳與學校之間，因過勞而病倒的事也時有所聞。經過種種銳意改革後，淡江中學的學生成績、升學率等大幅提升。1937年，台灣總督府修改教育法令認可私立中學之創設，淡水男女兩校終於可以立案。兩校各改名為「私立淡水高等女學校」與「私立淡水中學校」，是臺灣第一號由文部省核准認定的中學校，代表學生可有資格報考公立大學。當時為了紀念此盛事，除了在淡中八角塔正門上方重刻「私立淡水中學校」之校名，也在正門道路兩旁分植亞歷山大椰子作為新徽以茲紀念。1941年春，在改立的私立淡中第二屆畢業時，有坂一世在該屆畢業紀念冊寫下：「拮据經營人無識，淡水台上五星霜。」然而還不到半月的光景，李登輝從淡中畢業即以修業四年之身分考上臺灣總督府臺北高等學校，這對地方的私立中學校是破天荒的消息。
有坂一世曾對李登輝等學生說不主張他培養出的學生都去當醫生，只希望能努力作到世界第一，表示就算去做乞丐、賣菜，都能對社會有所貢獻。
太平洋戰爭，1944年10月12日起接連三天，美國將領小威廉·海爾賽麾下之第三艦隊航空母艦群的戰鬥機對全台灣施以台灣大空襲。淡水街的平民二十多名成為空襲的犧牲者，另有鄰接淡水水上機場的英商嘉士洋行倉庫的油槽燃燒了近一晝夜。因歐美成為敵方，有坂一世只好將馬偕博士銅像撤除，安置於淡中倉庫的最裡頭。據說戰後的過渡期裡，銅像不幸被小偷盜走，後來是教會重新建造此銅像。二次大戰結束後，1945年11月20日，林茂生代表臺灣基督長老教會以淡中、淡女兩校代理校長之身分從有坂一世的手中接管兩校。
有坂一世回日本後，成為東邦大學附屬高中校長兼東邦大學英語教授，其間綬頒勳四等旭日章及宮中參謁。觀賞畫集、攝影作品是他的興趣。1970年夏，他舊地重遊來到臺灣，在臺北市、淡水鎮、臺中市等受到相關人士及學生歡迎。去世時的戒名為「大壽院悟道日彰居士」。